# Low Balling
Low Balling ist ein Modell aus dem Bereich der Wirtschaftsprüfung. Es handelt sich um ein erstmals von Linda Elizabeth DeAngelo 1981 beschriebenes Modell zur Beschreibung der Entwicklung von Prüfungshonoraren.

## Hintergrund
Beim Low-balling rechnet ein Abschlussprüfer bei der erstmaligen Prüfung des Mandanten nicht die kompletten Kosten des Auftrages ab. Der Wert einer Prüfung richtet sich unter anderem nach der Wahrscheinlichkeit, ob der Prüfer Fehler aufdeckt. Besteht hierbei eine nachhaltige wirtschaftliche Abhängigkeit des Abschlussprüfers von seinem Mandanten, so sinkt die Wahrscheinlichkeit, dass dieser die Fehler öffentlich macht. Daher gelten Prüfer, deren Zielsetzung es ist Fehler offenzulegen, als unabhängig und somit steigt der Wert seiner Prüfungen für den Kapitalmarkt. Die Nachfrage nach qualitativ hochwertigen Prüfungsleistungen bei geringen Eigenkosten hat auf dem Markt für Erstprüfungsmandate zu einem erhöhten Wettbewerb geführt. Das Modell geht von der Annahme aus, dass die Wirtschaftsprüfer über ein identisches Urteilsvermögen und eine ähnliche Kompetenz verfügen. Zudem geht es von Kosten für den Abschluss der jeweiligen Verträge im Rahmen der Erstprüfung aus, die bei Folgeprüfungen teilweise entfallen, so dass der ausgewählte Prüfer gegenüber seinen Konkurrenten im Vorteil ist.
Wirtschaftsprüfer erhalten während der Absolvierung ihrer Mandate Honorare, die über ihren Kosten liegen. Durch den zunehmenden Konkurrenzdruck versuchen sich die Prüfer durch die Minderung der Prüfungsgebühren gegenseitig zu unterbieten, um neue Mandate zu erhalten. Teilweise decken diese Prüfungshonorare kaum noch die eigenen Unkosten. In Erwartung einer späteren Gewinnsituation durch den Auftrag für eine Erstprüfung und daran anschließende Folgeprüfungen, versuchen sie dieses Honorar weiter zu reduzieren. Dem Anfragenden Unternehmen würden erneut Kosten entstehen, wenn sie den Prüfer wechseln müssten. Dieser mögliche Gewinn wird dazu genutzt, die Prüfungsgebühr der ersten Periode noch weiter zu senken und aufsummiert über beide Perioden ein Ergebnis von 0 zu erzielen. Das drastische Senken der Prüfungsgebühr wird als Low Balling bezeichnet.
Diese Annahme gilt für ein 2-Perioden-Modell. Der in der ersten Periode gewählte Prüfer profitiert von der Beschränkung der gesamten Mandatslaufzeit. Allerdings ist Deutschland die Mandatslaufzeit – zumindest bisher – grundsätzlich unbeschränkt.
Im Fall weiterer Perioden hat der amtierende Prüfer das Problem, dass ab der zweiten Periode mögliche andere Prüfer sich auch für ein 2- oder Mehr-Perioden-Modell bewerben und ebenfalls eine Gebühr ansetzen, die unter ihrem in der Folgeperiode zu erwirtschaftenden Gewinn liegt. Die Folge ist, dass sich tatsächliche Gewinne für den Prüfer erst in der letzten Periode eines Mandats einstellen können, denn dort könnten neue Prüfer keinen Gewinn mehr aus einer Folgeperiode erwarten. Bedingung ist hierbei, dass es keine technischen Unterschiede zwischen den Prüfern gibt und die Lebensdauer des Unternehmens endlich ist.
Im Laufe der Perioden kann es außerdem zum Fee Cutting kommen. Darunter wird das (weitere) Absenken der Prüfungshonorare verstanden, das vom Mandanten ausgeht. Argumente dafür können Angebote anderer Prüfer oder Verweise auf nach 1–2 Jahren vorliegende Mandatserfahrung, die zu einer Effizienzsteigerung beim Prüfer führen müsse, sein.
In Deutschland ist Low Balling allerdings fallbezogen in Einklang mit der Wirtschaftsprüferordnung und der geforderten wirtschaftlichen Unabhängigkeit des gesetzlichen Abschlussprüfers zu bringen.

## Low Balling Effekt
Dadurch, dass die Prüfer bei Neuausschreibungen von Mandaten durch die geringeren Honorare von konkurrierenden Prüfern unterboten werden, sind die Abschlussprüfungen oftmals nicht kostendeckend, da Prüfungsaufträge mit geringem Honorar angenommen werden. „Low Balling Effekt“ wird dabei über die Erstprüfung als Türöffner für erhoffte weitere möglichst kostendeckende Leistungen benutzt, der zu Nachteilen der Prüfungen führt. Durch den Honorarverfall leidet auch die Prüfungsqualität. Der Abschlussprüfer ist bestrebt, die bestehende Geschäftsbeziehung fortzusetzen, um seine Anfangsverluste auszugleichen. Die Mandanten teilen dieses Interesse, da sie die bei einem Wechsel des Prüfers entstehenden Transaktionskosten vermeiden möchte. Das kann jedoch zu einer gegenseitigen Abhängigkeit führen. Der Prüfer könnte versuchen ein höheres Honorar durchzusetzen während der Mandant möglicherweise versucht Einfluss auf das Prüfungsergebnis zu nehmen.